# Carl Grebe
Carl (auch Karl) Friedrich August Grebe, ab 1890 von Grebe, (* 20. Juni 1816 in Großenritte (Baunatal); † 12. April 1890 in Eisenach) war ein deutscher Forstmann und Hochschullehrer.
Sein Bruder war der Forstmeister Louis Ferdinand Grebe (1811–1886). Seine Neffen waren Carl Louis Grebe (1852–1922), der ebenfalls Forstwissenschaftler war und der Maler Fritz Grebe.

## Leben
Carl Grebe wurde am 20. Juni 1816 als Sohn eines hessischen Revierförsters in Großenritte am Habichtswald geboren. Seine Jugend verbrachte er in einem Forsthaus bei Gottsbüren im Reinhardswald.
Carl Grebe besuchte die polytechnische Schule in Kassel, absolvierte eine mehrmonatige Praktikantentätigkeit im väterlichen Revier und besuchte 1836–1837 die Forstlehranstalt in Melsungen sowie 1838–39 ein Universitätsstudium in Berlin.
Eine nach dem Studium absolvierte Reise führte ihn in den Böhmerwald, in das sächsische Erzgebirge, das Fichtelgebirge und in den Thüringer Wald, wo er die Bekanntschaft mit dem Eisenacher Forstwissenschaftler Gottlob König machte.
Im Jahre 1840 ging Grebe als Dozent für Forstwissenschaft an die 1835 in Eldena gegründete Königliche Staats- und landwirtschaftliche Akademie. 1841 wurde er an der Universität Marburg promoviert (De conditionibus ad arborum nostrarum saltuensium vitam necessariis). Im Jahre 1842 oder 1843 habilitierte er an der Greifswalder Universität. Seine Kontakte zu Gottlob König ermöglichten ihm 1844 eine Einstellung als Forstrat in den Staatsdienst des Großherzogtums Sachsen-Weimar-Eisenach, er übersiedelte nach Eisenach und wurde zweites Mitglied der Großherzoglichen Forsttaxations-Kommission und Dozent an der Großherzoglich-Sächsischen Forstlehranstalt Eisenach.
Am 1. April 1850 wurde er Direktor der Eisenacher Forstlehranstalt.
Im Verlauf seiner 50-jährigen Lehrtätigkeit  bildete er mehr als 1000 Forstleute aus. Er war Buchautor von forstwissenschaftlichen Werken und als Mitherausgeber mehrerer Zeitschriften tätig.
Als Gutachter und Berater hatte er die Verantwortung für die großherzoglichen Privatwälder in Schlesien übernommen.

## Ehrungen

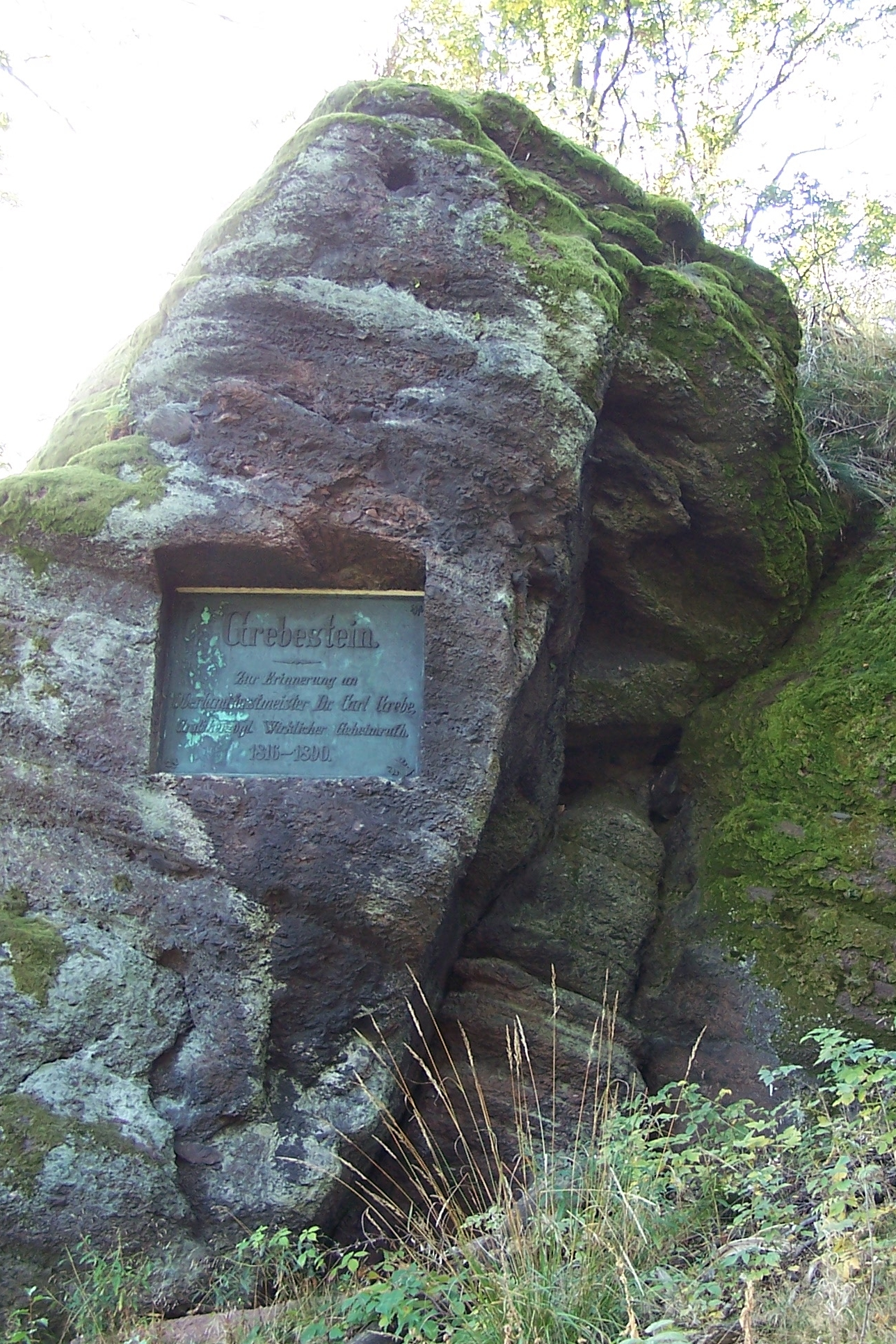
Der Grebestein am Wachstein bei Ruhla

Am 8. Juni 1862 wurde Grebe zum Mitglied der Leopoldina gewählt. Ab 1865 war er Geheimer Oberforstrat und 1880 wurde er zum Oberlandforstmeister im Großherzogtum Sachsen-Weimar-Eisenach befördert.
Wenige Tage vor seinem Ableben beging er am 1. April 1890 das 40-jährige Dienstjubiläum und wurde in den Adelsstand erhoben.  In der Nähe von Ruhla wurde eine Gedenktafel an einem Aussichtspunkt angebracht, der Felsen wird seitdem „Grebestein“ genannt.

## Werke
- (1845) Die Beaufsichtigung der Privatwaldungen von Seiten des Staates. Versuch zur Beantwortung der Frage: "Wie weit geht die Berechtigung und Verpflichtung des Staates in Beaufsichtigung der Benutzung und Bewirthschaftung der Privatholzgrundstücke?
- (1851) Die Forstbenutzung: Ein Nachlass (Gottlob König gewidmet)
- (1853) Gebirgskunde, Bodenkunde und Klimalehre in ihrer Anwendung auf Forstwirthschaft.
- (1856) Der Buchen-Hochwaldbetrieb
- (1858) Die Lehrforste der Eisenacher Forstschule (Exkursionsführer zur 8. Versammlung der Forstwirte aus Thüringen)
- (1867) Die Betriebs- und Ertrags-Regulirung der Forsten
- (1880) Die Großherzogliche Sächsische Forstlehranstalt zu Eisenach. Zur Erinnerung an das 50jährige Bestehen der Anstalt den Gönnern, Freunden und Angehörigen derselben gewidmet